# شعب الصغيرة (السبرة)

تعديل مصدري - تعديل

شعب الصغيرة محلة تابعة لقرية بيت العداش، التابعة لعزلة بلادالشعيبي العليا بمديرية السبرة إحدى مديريات محافظة إب في الجمهورية اليمنية.، بلغ تعداد سكانها 63 حسب تعداد اليمن لعام 2004.